# Infamous Second Son
Infamous Second Son é um jogo eletrônico de ação-aventura produzido pela Sucker Punch Productions e publicado pela Sony Computer Entertainment em exclusivo para a PlayStation 4 em 21 de Março de 2014. Infamous: Second Son é o terceiro titulo principal da série Infamous e foi anunciado oficialmente durante uma conferência de imprensa da Sony, com o nome "PlayStation Meeting", a 20 de Fevereiro de 2013.
Em Second Son a história decorre em Seattle, e o jogador controla Delsin Rowe, um jovem de 24 anos com o poder de absorção de poderes.
Infamous: Second Son recebeu análises na sua maioria positivas, com muitos críticos a afirmarem que gostaram do combate e da experiência animada que o jogo proporciona, mas no entanto não gostaram da falta de inovação e da sua história, incluindo as escolhas morais. Apenas os gráficos e os visuais receberam aclamação em todas as análises. Conseguiu uma pontuação de 81.44% no GameRankings e 80/100 no Metacritic. Foi o jogo da série com um crescimento mais rápido nas vendas, conseguindo vender 1 milhão de unidades a nível global nos nove dias após o lançamento.

## Jogabilidade

Como nos jogos anteriores, em Second Son o jogador pode planar com a ajuda dos poderes

A jogabilidade de Second Son é similar aos jogos anteriores da série, partilhando o mesmo ambiente em mundo aberto. Delsin usa uma corrente que tem em redor do braço como a sua arma de corpo-a-corpo, que também pode ser usada em conjunto com outros poderes. Uma das mudanças feitas é que em vez de aceder à mira segurando o botão L1, o jogador não precisa de fazer isso, podendo disparar quando quiser, usando uma reticula no ecrã.
O uso de Parkour também é um dos principais elementos, e é usado da mesma maneira que anteriormente; ao saltar muros/paredes, Delsin automaticamente agarra as bermas, e a partir daí pode ficar pendurado, saltar para outra berma, ou disparar armas. Também como em jogos anteriores, Delsin pode planar com a ajuda dos seus poderes.
Os elementos sobre o controlo de Delsin (fumo, néon, etc.) são absorvidos das fontes ao pressionar o ecrã táctil do DualShock 4. O fumo, por exemplo, permite ao jogador jogar de uma forma mais rápida e caótica, transformar-se em fumo e entrar por tubos de ventilação; enquanto que o néon dá ao jogo uma velocidade mais lenta, para ser mais preciso e o jogador pode escalar paredes de uma maneira mais rápida.  Tal como em Infamous e Infamous 2, as escolhas de moral (Karma), têm um papel importante na história.

## Enredo

### Cenário
Second Son acontece em 2016, sete anos depois dos eventos de Infamous 2, em que Cole MacGrath activou o Inibidor de Raios (RFI) para destruir o "condutor" (super humanos, com este nome devido à habilidade de canalizar poderes) John White, também conhecido como a Fera. Da explosão pensou-se que tinham sido eliminados todos os condutores por todo o mundo, mas aqueles fora do raio da explosão ou com resistência natural acabaram por sobreviver. Com medo das habilidades dos condutores depois da destruição de Empire City, é criado o Departamento Unificado de Proteção (DUP), e as grandes cidades por todos os Estados Unidos estão constantemente a ser vigiadas à procura de actividade de condutores, à qual a DUP chama de bio-terroristas.

### Personagens
Os jogadores controlam Delsin Rowe (Troy Baker), um artista de graffiti de 24 anos. delinquente e sem nenhum sentido para a vida, que apenas deseja ajudar a sua comunidade a protestar contra o governo, que ele detesta. O seu irmão, Reggie (Travis Willingham), é o xerife local, e Delsin não tem uma boa relação com ele, visto que o irmão já o prendeu uma série de vezes por causa de vandalismo. Ambos são Americanos Nativos Akomish, cujo território está no estado de Washington. Um dia, Delsin assiste a um acidente de carro e tenta ajudar; no processo, entra em contacto com um condutor, fazendo com que as suas próprias habilidades condutoras "acordem".
A antagonista do jogo chama-se Brooke Augustine (Christine Dunford), a directora do D.U.P., ela própria uma Condutora que consegue controlar o Concreto. As suas ações na Reserva Akomish, terra natal de Delsin, fazem com que este tenha de ir para Seattle, cidade sobre quarentena do D.U.P.. Delsin e Reggie conhecem três outros Condutores: Henry "Hank" Daughtry (David Stanbra), um recluso que consegue controlar o Fumo; Abigail "Fetch" Walker (Laura Bailey), uma ex-toxicodependente que usa os seus poderes de Neon para tentar desmantelar o contrabando de droga na cidade; e Eugene Sims (Alexander Walsh), um viciado em videojogos que usa os seus poderes de Vídeo (materialização digital) para salvar outros possíveis Condutores do D.U.P.

## Desenvolvimento
Infamous: Second Son é o terceiro jogo da série principal Infamous. Foi revelado durante o PlayStation Meeting a 20 de Fevereiro de 2013. Meses depois, durante a E3 2013, o produtor revelou um video que mostrava a jogabilidade do jogo. Na edição de Junho de 2013 da revista Game Informer, a Sucker Punch afirmou que enquanto os poderes de Delsin parecem ser o de controlar o fumo, como visto no video de estreia, o seu verdadeiro poder é a habilidade de copiar os poderes dos outros "Condutores", e que tal é apenas a "ponta do icebergue".
Tal como em jogos anteriores, os actores interpretam os personagens com uma combinação de captura de movimentos e trabalho de voz. A tecnologia usada também capta as expressões faciais dos actores. Como tal, os personagens são muito parecidos com os seus actores respectivos. Troy Baker dá a voz e a captura de movimentos a Delsin Rowe na versão original, enquanto que Diogo Morgado faz a sua voz na versão portuguesa.
A 26 de Fevereiro de 2014, a Sucker Punch anunciou que o desenvolvimento de Infamous: Second Son tinha entrado na ‘fase gold’ de produção. A versão digital do jogo tem 24GB de tamanho.

## Lançamento

### Bónus de Pré-Reserva
Nos Estados Unidos os jogadores que fizeram a pré-reserva de Second Son em alguns retalhistas, receberam um código que podiam usar para descarregar um conjunto de casacos para usar em-jogo, desenhados por artistas da Penny Arcade.

### Edições Especiais
Em Outubro de 2013 a Sony, para além de mostrar a capa oficial do jogo, revelou as edições especiais de Infamous: Second Son, a "Special Edition" e a "Collector's Edition". A "Special Edition" para além de uma cópia do jogo inclui um gorro igual ao usado por Delsin Rowe e a missão extra Cole’s Legacy, que permite ao jogador "descobrir o que aconteceu entre os eventos de inFamous 2 e inFamous: Second Son". Ao completar a missão Cole's Legacy o jogador recebe ainda o casaco usado por Cole para usar em-jogo. A "Collector's Edition" inclui o gorro de Delsin, uma caixa exclusiva, uma capa em forma de colete de ganga, um conjunto de crachás, uma moeda de coleccionador, um abre-garrafas, a missão Cole’s Legacy e o casaco ‘Legendary’ para usar em-jogo. Nos Estados Unidos a "Collector's Edition" não inclui a capa em ganga.

## Recepção

### Criticas profissionais
Infamous: Second Son recebeu análises na sua maioria positivas, com muitos críticos a afirmarem que gostaram do combate e da experiência animada que o jogo proporciona, mas no entanto não gostaram da falta de inovação do jogo e da sua história, incluindo as escolhas morais. Apenas os gráficos receberam aclamação em todas as análises. Conseguiu uma pontuação de 81.44% no GameRankings e 80/100 no Metacritic.

### Vendas
Em 7 de Março de 2014, pouco antes do lançamento oficial do jogo, a Sony confirmou que Infamous: Second Son tinha mais reservas que o exclusivo PlayStation 3, The Last of Us, tinha à mesma distância do dia de lançamento. Infamous: Second Son foi o jogo que mais vendeu no Reino Unido durante a semana de lançamento, ultrapassando Metal Gear Solid V: Ground Zeroes, editado também no mesmo período. O lançamento de Second Son também foi responsável pelo aumento das vendas da PlayStation 4 no Reino Unido. Segundo os dados revelados pela Sony Computer Entertainment Austrália, foram vendidas 1 milhão de unidades de Infamous: Second Son a nível global nos nove dias após o lançamento, tonando-se o jogo da série a crescer mais rápido nas vendas.

## Ligações Externas
- Infamous Second Son em PlayStation.com
- Infamous Paper Trail jogo de realidade alternativa